# Horno solar

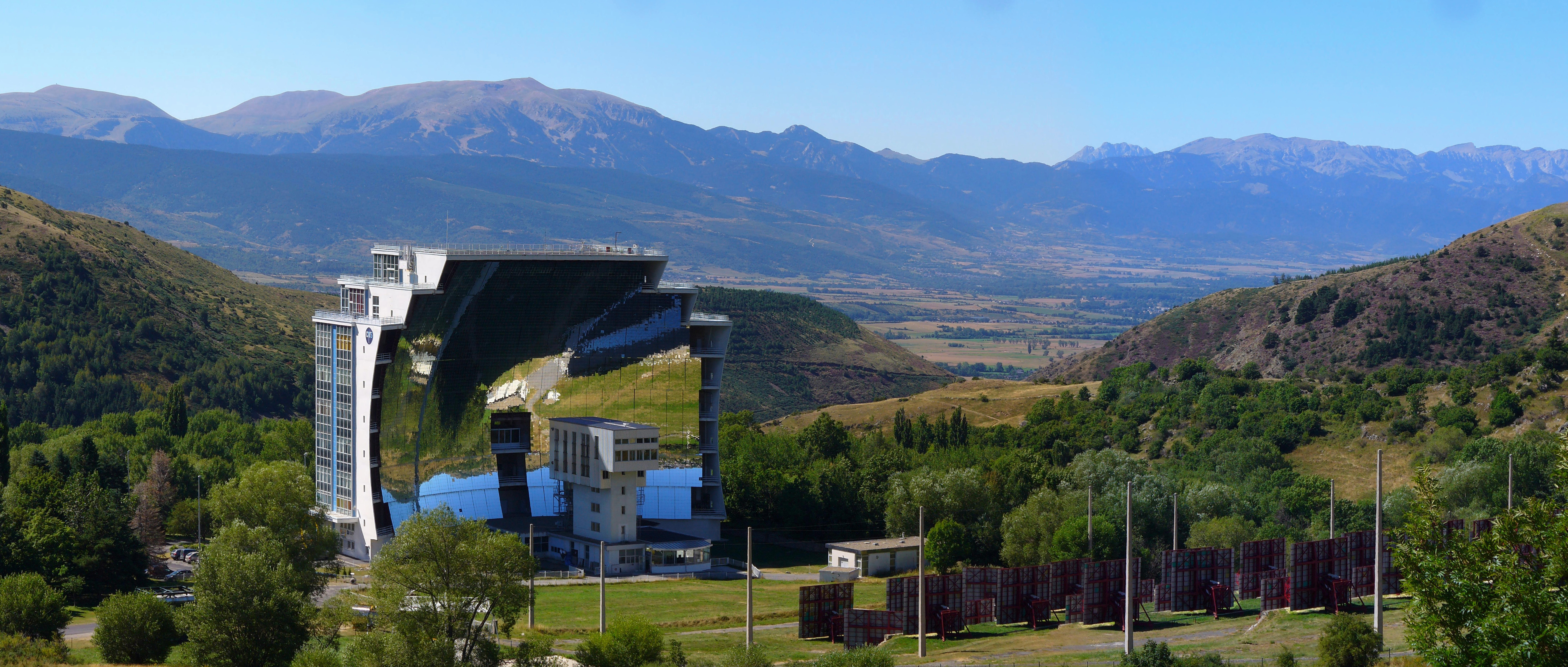
El horno solar ubicado en Odeillo en los Pirineos Orientales en Francia puede alcanzar temperaturas de hasta 3500 °C.

Un horno solar es una estructura que usa energía solar dispersa para producir altas temperaturas, usualmente para usos industriales. Reflectores parabólicos o helióstatos concentran la luz (de insolación) sobre un punto focal. La temperatura en el punto focal puede alcanzar los 3500 °C, y este calor puede ser usado para generar electricidad, fundir acero, fabricar combustible de hidrógeno o nanomateriales.
En griego antiguo/latín el término heliocaminus significa  ‘horno solar’ y se refiere a un solario encerrado por vidrios intencionalmente diseñado para tener una temperatura interna más alta que la temperatura del aire externo.
Se dice que durante la segunda guerra púnica (218-202 a. C.) el científico griego Arquímedes puede repeler el ataque de buques romanos al incendiarlos usando un “vidrio incendiario” que podría haber sido un conjunto de espejos. En un experimento para comprobar esta historia realizado por un grupo en el Instituto Tecnológico de Massachusetts en el año 2005, concluyeron que aunque esto puede ser efectivo contra blancos estacionarios, lo más probable es que los espejos no hubieran sido capaces de concentrar la suficiente energía solar como incendiar un buque bajo condiciones reales de batalla.
El primer horno solar moderno en ser construido fue realizado en Francia en el año 1949 por Félix Trombe. Aún hoy se encuentra en el Mont-Louis, cerca de Odeillo. Se escogió a los Pirineos porque el lugar tiene cielos despejados por hasta 300 días por año.
Otro horno solar es construido en Uzbekistán como parte de las Instalaciones de Investigación del Complejo “Sun” de la Unión Soviética impulsado por el académico S. A. Asimov.
El horno solar más grande es el horno solar de Odeillo, situado en Font-Romeu-Odeillo-Via (Pirineos Orientales, Francia), y fue inaugurado en el año 1970. Emplea un conjunto de espejos planos para recolectar la luz del sol, reflejándola sobre un gran espejo curvo.

## Usos
Los rayos son enfocados sobre un área del tamaño de una olla y pueden alcanzar una temperatura de 4.000 °C, dependiendo del proceso instalado, por ejemplo:
- Aproximadamente 1000 °C para los receptores metálicos produciendo aire caliente para la siguiente generación de torres solares como será probado en la central solar Thémis del Proyecto Pegase.[5]
- Aproximadamente 1400 °C para producir hidrógeno rompiendo moléculas de metano.[6]
- Hasta 2500 °C para probar materiales que serán usados en ambientes extremos tales como reactores nucleares o vehículos espaciales para reentradas atmosféricas.
- Hasta 3500 °C para producir nanomateriales por sublimación inducida solar y enfriamiento controlado, tal como nanotubos de carbono[7] o nanopartículas de cinc.[8]

Se ha sugerido que los hornos solares podrían ser usados en el espacio para proporcionar energía para usos industriales.
Su dependencia de un clima soleado es un factor limitante como una fuente de energía renovable en la Tierra pero podría ser combinado con sistemas de almacenamiento de energía termal para la producción de energía durante días nublados o durante la noche.

## Dispositivos de pequeña escala

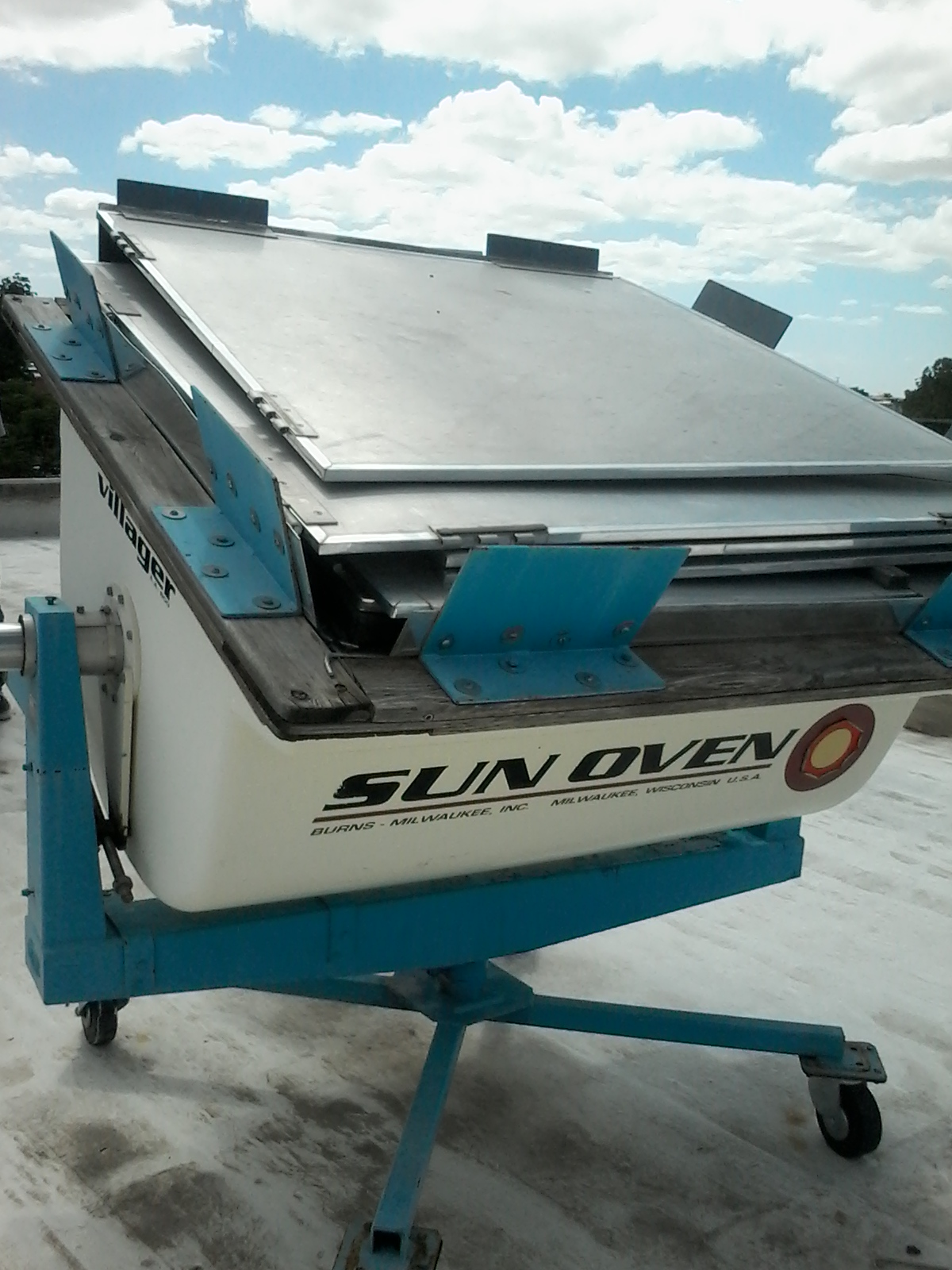
Horno solar para cocinar alimentos

El principio del horno solar está siendo usado para construir cocinas solares baratas y parrilladas solares, y para la pasteurización solar de agua. Un reflector Scheffler prototipo está siendo construido en India para ser usado en un crematorio. Este reflector de 50 m² generará temperaturas de 700 °C y reemplazará entre 200-300 kg de leña usada para una cremación.